# Cilindro de Marboré
Cilindro de Marboré, francouzsky Cylindre du Marboré, je hora v horském masivu Monte Perdido, v Centrálních Pyrenejích. Nachází se v těsné blízkosti hranice s Francií, v Aragonii, v provincii Huesca. Cilindro de Marboré leží 1,2 kilometru severozápadně od vrcholu Monte Perdido.
S výškou 3 325 metrů náleží do první desítky nejvyšších hor Španělska s prominencí vyšší než 100 metrů. Celý horský masiv Monte Perdido je součástí jednoho z nejstarších španělských národních parků Ordesa y Monte Perdido.